# Albert (nom)
Albert és un prenom masculí d'origen germànic en la seva variant catalana. És una forma abreujada d'Adalbert, nom format per les paraules de l'alt alemany antic adal («noble») i beraht/berht («brillant»).

## Santoral
- Sant Adalbert de Praga (956-997): bisbe i màrtir, 23 d'abril[7]
- Sant Albert de Sicília (1250-1307): sacerdot carmelita, 7 d'agost
- Sant Albert de Jerusalem (1149-1215): bisbe i màrtir, 14 de setembre
- Sant Albert el Gran (1200-1280): sant patró i doctor de l'església, 15 de novembre
- Sant Albert de Lovaina (1166-1192): bisbe i màrtir, 24 de novembre

## Variants
- Femení: Alberta o Berta
- Diminutiu: Albertet, Albertito, Tito, Beto o Béla (hongarès)